# 효공장황후
효공장황후 손씨(孝恭章皇后 孫氏, 건문 원년 2월 6일(1399년 3월 13일) ~ 천순 6년 9월 4일(1462년 9월 26일)는 선덕제의 계후이자 정통제의 생모(이자 양모)이다. 산동(山東) 추평(鄒平) 출신이고, 아버지는 회창백(會昌伯) 손충(孫忠, 개명전 이름은 손우(孫愚))이다.

## 생애
손씨는 영락 8년(1410년)에 당시 태자비였던 성효소황후(誠孝昭皇后)의 어머니였던 팽성백부인(彭城伯夫人)의 눈에 들어 궁녀로 입궁하게 되었다. 영략 15년(1417년)에는 영락제가 손씨를 황태손의 첩실로 점지해서 황태손과 혼인을 하여 황태자의 후궁인 빈에 책봉을 받았다. 당시 황태손 주첨기와 황태손비 호선상에게 총애를 받았다고 한다. 홍희 원년(1425년), 홍희제가 붕어하면서 당시 황태자였던 주첨기는 황제로 즉위한다. 그리고 손씨는 귀비에 책봉되었다.
3년이 지난 선덕 3년(1428년) 황후 호선상이 아들을 낳지 못한다는 이유로 폐위되면서, 손씨가 황후로 책봉되었다. 이때 아버지 손우(孫愚)의 이름이 손충(孫忠)으로 개명되고 회창백(會昌伯)에 봉해졌다. 선덕 10년(1435년) 선덕제가 붕어하자 황태자 주기진(朱祁鎮)이 정통제로서 즉위하고, 황후 손씨는 황태후가 되었다.
정통 14년(1449년) 정통제가 토목의 변으로 인하여 몽골의 포로가 되자, 신하들이 성왕(郕王) 주기옥(朱祁鈺)을 경태제로 옹립하였다. 그리고 황태후 손씨는 상성황태후(上聖皇太后)의 존호를 받았다. 경태 8년(1457년)에 탈문의 변으로 인해 경태제가 폐위되고 태상황 주기진이 황제로 복위한 후, 성렬자수황태후(聖烈慈壽皇太后)의 존호를 받았다.
천순 6년 9월(1462년) 붕어하였다. 이해 9월에 효공의헌자인장렬제천배성장황후(孝恭懿憲慈仁庄烈齊天配聖章皇后)로 추시하였다. 능호는 경릉(景陵)이다.